# Płudy (Warszawa)
Płudy – osiedle w północnej części Warszawy, w dzielnicy Białołęka. Osiedle położone jest na zachód od linii kolejowej E65 łączącej Warszawę z Trójmiastem.
Według warszawskiego Miejskiego Systemu Informacji osiedle Płudy należy do Henrykowa. Taka informacja znajduje się na tablicach informacyjnych z nazwami ulic. W rzeczywistości Henryków stanowi odrębne, mniejsze osiedle oddzielające Płudy od ulicy Modlińskiej. Granice Płud wyznaczają ulice Mehoffera, Papieska, Krokwi, Podróżnicza, 15 Sierpnia oraz Szynowa. Od wschodu Płudy graniczą poprzez linię kolejową E65 z osiedlem Dąbrówka Grzybowska, która zaliczana jest według Miejskiego Systemu Informacji do Białołęki Dworskiej. Na terenie Płud znajduje się osiedle domów wielorodzinnych Płudy Village zbudowane przez dewelopera, reszta zabudowy to domy jednorodzinne, budowane indywidualnie. Płudy graniczą z osiedlami: Dąbrówka Szlachecka, Choszczówka, Białołęka Dworska, Dąbrówka Grzybowska, Henryków, Wiśniewo oraz Anecin. Od zachodu Płudy przylegają do kompleksu leśnego Uroczysko Las Henrykowski.

## Historia
W XVIII wieku istniała tu karczma administracyjnie przypisana do wsi Dąbrówka. Od początku XX wieku znajdowała się tutaj stacja Kolei Nadwiślańskiej. Właścicielem folwarku Płudy był przez wiele lat rejent hipoteki warszawskiej Krzysztof Kiersnowski. Zasłynął on z działalności filantropijnej, sprowadził do Płud Siostry Rodziny Maryi, ofiarował teren i środki na budowę kościoła, domu sierot (ul. Klasyków 56, obecnie w ruinie), ufundował również dom parafialny, noszący nazwę Dom Katolicki. W latach 1952–1975 dom parafialny był przejęty przez Centralny Zarząd Kin i działało w nim kino Ustronie. Po odzyskaniu budynku przez parafię salę kinową zaadaptowano na kaplicę. W 1903 otwarto bocznicę kolejową od linii Kolei Jabłonowskiej, która obsługiwała m.in. istniejącą tu fabrykę drożdży.
Jeszcze w pierwszej połowie XX w. Płudy były podwarszawską wsią leżącą przy trasie wylotowej z Warszawy. Po 1945 grunty Kiersnowskich rozparcelowano, a w 1951 r. zostały włączone do granic Warszawy wraz z innymi sąsiadującymi wsiami.
W latach 60. XX wieku dawną fabrykę marmolady rozbudowano w zakłady przetwórstwa owocowo-warzywnego „Hortex-Płudy”, które od 1998 należą do koncernu Kappa Packaging i noszą nazwę Smurfit Kappa Warszawa. Zakład produkuje opakowania dla przemysłu spożywczego. Na terenie dawnego folwarku Kiersnowskich zbudowano osiedle domów jednorodzinnych Płudy Village.

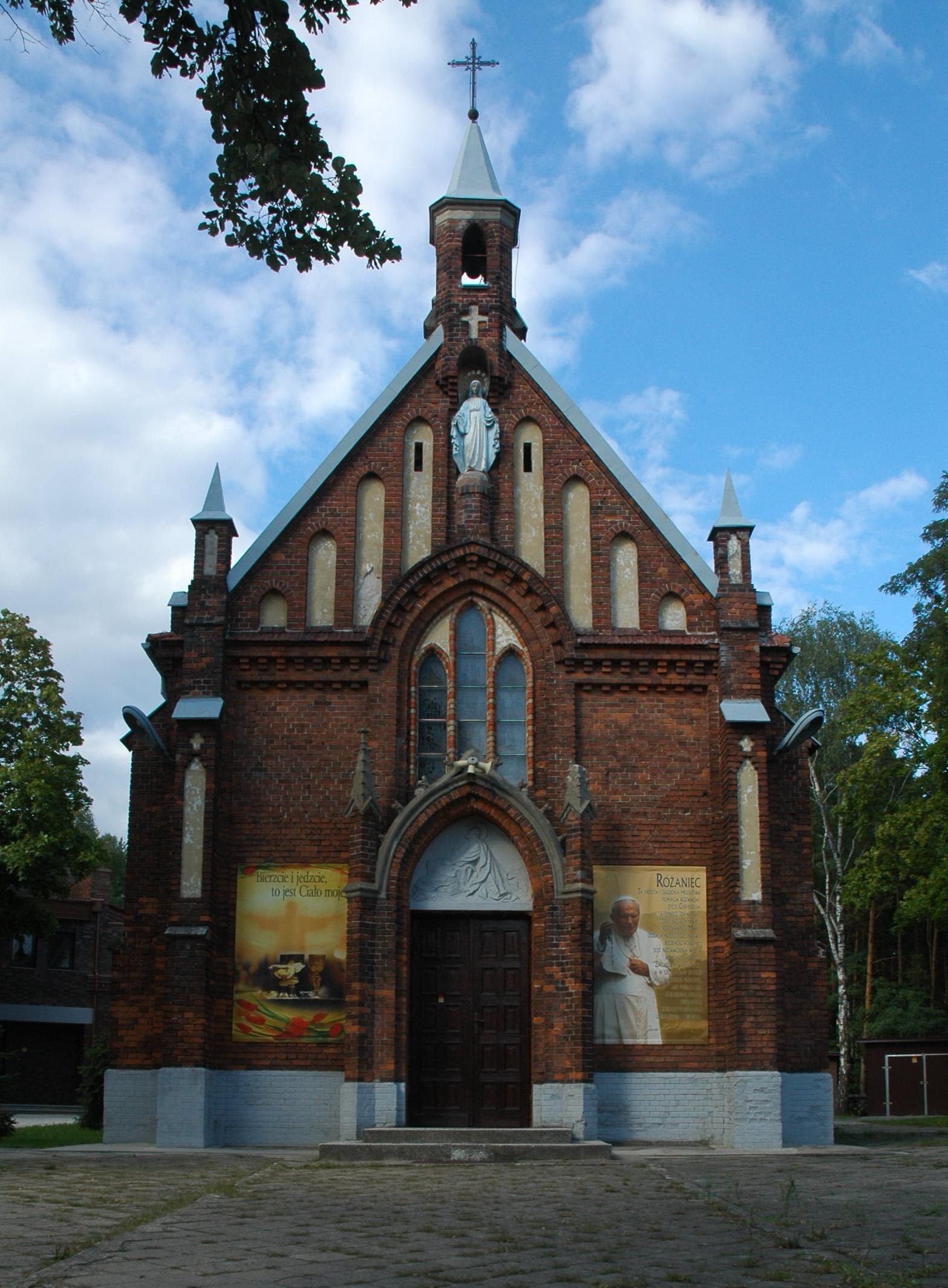
Neogotycki kościół z 1913 roku na Płudach

## Kościół parafialny narodzenia Najświętszej Maryi Panny
Pierwszy kościół na górce został zbudowany w latach 1908–1913 w stylu neogotyku nadwiślańskiego. Inicjatorem budowy kościoła był rejent Krzysztof Kiersnowski, który ze swojego majątku wydzielił plac pod budowę kościoła. Plany kościoła wykonał architekt Wacław Wędrowski, a świątynię poświęcił ks. Leopold Łyszkowski 8 września 1913 roku. Parafia powstała przede wszystkim z podziału parafii św. Jakuba na Tarchominie. Została erygowana 16 września 1949 roku przez Księdza Prymasa Stefana Wyszyńskiego. W świątyni znajdują się w bocznych ołtarzykach obrazy Jana Molgi, Marii Wędrowskiej oraz inne dzieła sakralne nieznanych artystów. W kościele na uwagę zasługują: stylowa ambona, konfesjonał, gipsowe stacje drogi krzyżowej oraz witraże o tematyce maryjnej wykonane przez Jana Molgę i pracownię Józefa Olszewskiego. W latach 2003–2008 z inicjatywy miejscowego księdza proboszcza Mirosława Bielawskiego powstał przy znaczącym zaangażowaniu świeckich i pochodzącego z parafii księdza prałata Zdzisława Rogozińskiego nowy kościół. Projekt kościoła został opracowany w styczniu 2003 roku przez architektów Marka Przeździeckiego i Michała Dudkowskiego w pracowni Grzegorza Filipa. Świątynia została konsekrowana 8 grudnia 2008 roku przez Ordynariusza Diecezji Warszawsko-Praskiej arcybiskupa Henryka Hosera. Nowa świątynia została całkowicie wyposażona. Na uwagę zasługują: piękne witraże wykonane przez firmę Vicon, kute artystycznie drzwi, piękne oświetlenie, wyposażenie zakrystii, biblioteki i innych pomieszczeń. 

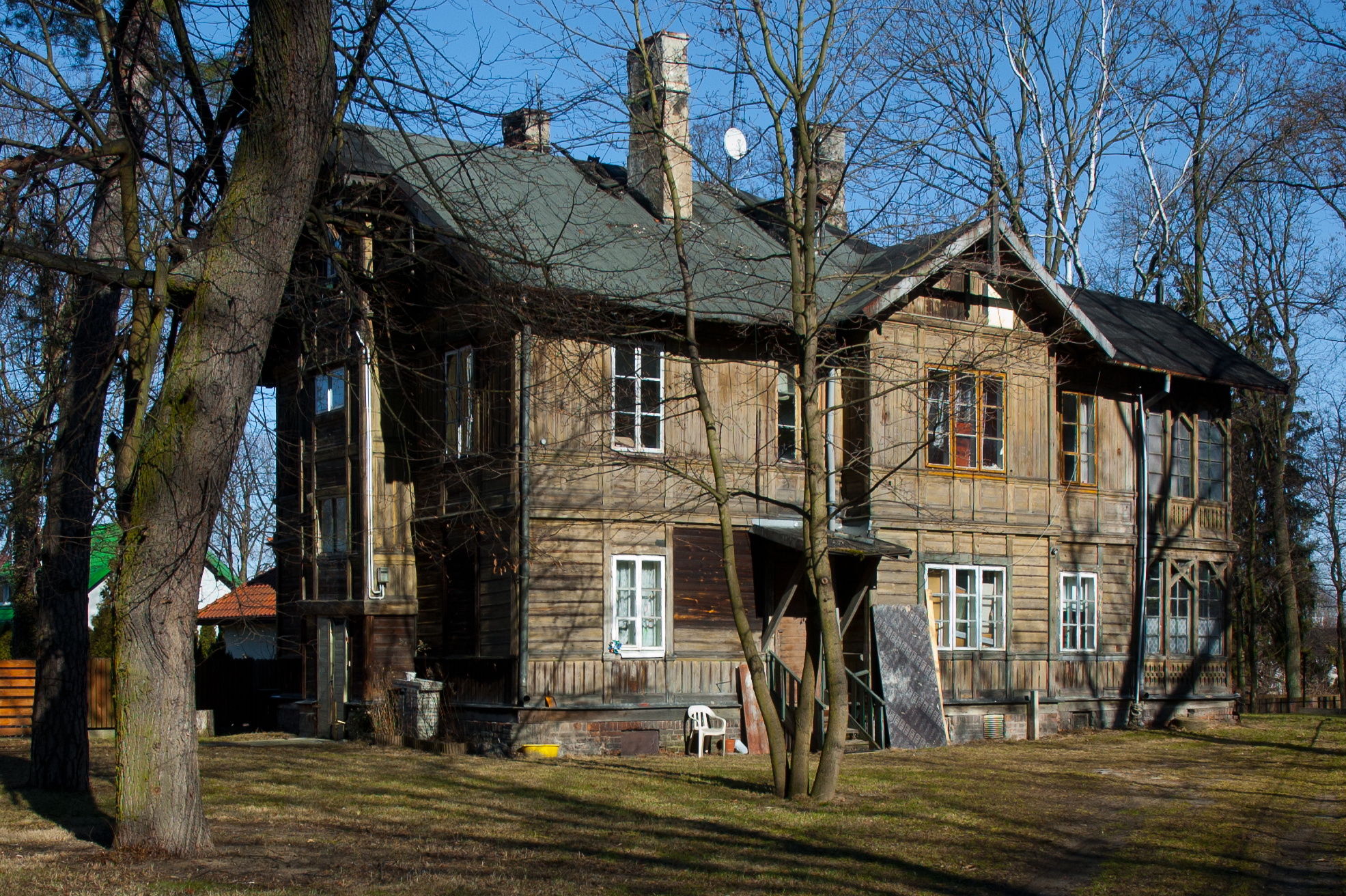
Zabytkowa, drewniana willa letniskowa w stylu nadświdrzańskim

## Willa letniskowa „Świdermajer”
Zabytkowy drewniany dom znajdujący się przy ulicy Fletniowej 2. Został zbudowany w stylu nadświdrzańskim, posiada duże przeszklone werandy i koronkowe dekoracje snycerskie. Budynek pochodzi prawdopodobnie z początku XX wieku (najpóźniej z lat 20), jego właścicielką była Rosjanka Natalia Śmiernicka. Po wojnie został zajęty przez kwaterunek. Drewniane wille w tym stylu budowane były od końca XIX wieku wzdłuż linii kolejowej Warszawa – Otwock.

## Komunikacja

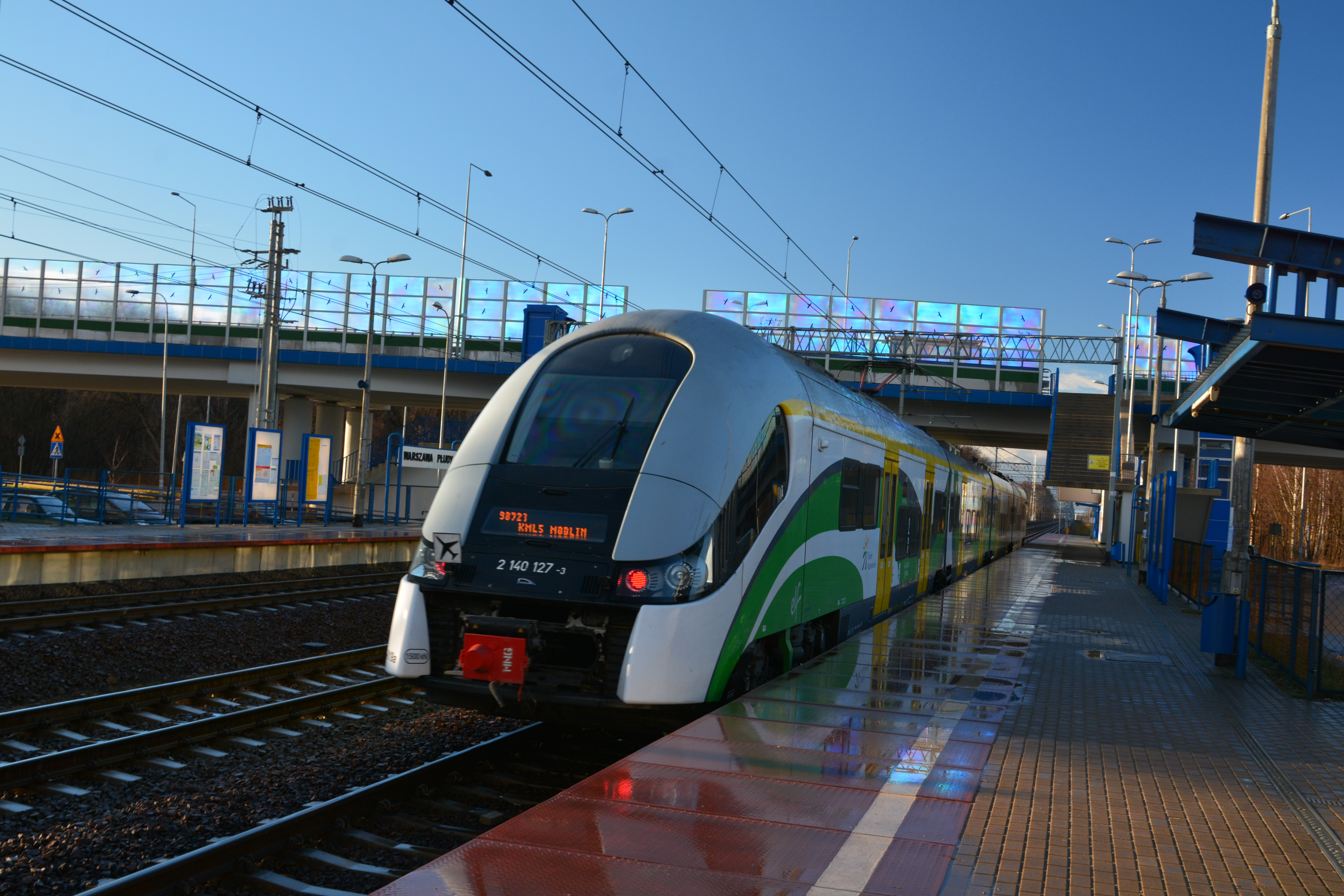
Stacja kolejowa Warszawa Płudy

22 lipca 1960 roku uruchomiono linię autobusową numer 152 łączącą Żerań z Białołęką Dworską przez ulicę Klasyków i Płudy. Trasę linii 152 kilkukrotnie zmieniano. Ostatecznie we wrześniu roku 2012, po otwarciu nowego wiaduktu kolejowego na ulicy Klasyków, linię 152 skierowano na trasę z Tarchomina do Białołęki Dworskiej. W latach 2011–2013, ze względu na zamknięcie przejazdu kolejowo-drogowego w ciągu ulicy Klasyków i objazd linii 152, z Nowodworów na Płudy kursował autobus linii 214. Autobusy zawracały na ulicy Klasyków około 200 metrów przed stacją Warszawa Płudy. Oprócz połączenia autobusowego Płudy posiadają dogodne połączenie kolejowe z centrum Warszawy. Stacja kolejowa Warszawa Płudy znajduje się w południowo-wschodniej części osiedla. W grudniu 2010 roku warszawska Szybka Kolej Miejska uruchomiła linię S9 łączącą dworzec Warszawa Gdańska z Legionowem. W dniu 1 czerwca 2012 roku Szybka Kolej Miejska uruchomiła nową linię S3, łączącą Legionowo z lotniskiem Chopina przez Warszawę Wschodnią. Z pobliskim osiedlem Białołęka Dworska łączy Płudy wiadukt przy ulicy Klasyków. Wiadukt był budowany w latach 2010–2012 przez Polskie Linie Kolejowe S.A.